# 819年
| 千纪： | 1千纪                                                                                           |
| 世纪： | 8世纪 \| 9世纪 \| 10世纪                                                                        |
| 年代： | 780年代 \| 790年代 \| 800年代 \| 810年代 \| 820年代 \| 830年代 \| 840年代                       |
| 年份： | 814年 \| 815年 \| 816年 \| 817年 \| 818年 \| 819年 \| 820年 \| 821年 \| 822年 \| 823年 \| 824年 |
| 纪年： | 己亥年（猪年）；唐元和十四年；南诏全义四年；吐蕃彝泰五年；日本弘仁十年；渤海国建兴元年          |

## 大事记
- 唐憲宗遣使往鳳翔迎釋迦牟尼佛遺骨入宮供奉，刑部侍郎韓愈上《諫迎佛骨表》勸諫，被貶為潮州刺史。
- 李師道被部將劉悟發動兵變，斬殺，傳首京師。

## 逝世
- 11月28日——柳宗元，唐朝文学家（773年出生，46岁）
- 李師道，李氏割據的末任淄青節度使。